# Doxocopa griseldis
Doxocopa griseldis är en fjärilsart som beskrevs av Felder 1862. Doxocopa griseldis ingår i släktet Doxocopa och familjen praktfjärilar. Inga underarter finns listade i Catalogue of Life.